# Talis cornutella
Talis cornutella là một loài bướm đêm trong họ Crambidae.